# همگرایی (آخرین بازمانده از ما)
«همگرایی» (انگلیسی: Convergence) قسمت هفتم و پایانی از فصل دوم مجموعه تلویزیونی درام پسا آخرالزمانی آمریکایی آخرین بازمانده از ما است. این قسمت که به نویسندگی نیل دراکمن، هیلی گراس و کریگ مازن و به کارگردانی نینا لوپز-کورادو بوده است، در ۲۵ مه ۲۰۲۵ از شبکهٔ اچ‌بی‌او پخش شد. داستان این قسمت سومین روز حضور الی (بلا رمزی) و دینا (ایزابلا مرسد) را در سیاتل برای کشتن ابی (کیتلین دیور) دنبال می‌کند. آن‌ها در این مسیر با جسی (یانگ مازینو) همراه می‌شوند که به دنبال یافتن تامی (گابریل لونا) و بازگشت به خانه است.
تصویربرداری این قسمت در ژوئیه و اوت ۲۰۲۴، عمدتاً در مرکز شهر ونکوور انجام شد و بخش‌هایی نیز در ژانویهٔ ۲۰۲۵ فیلم‌برداری شد. تصمیم به پایان دادن فصل با یک کلیف‌هنگر که از تغییر زاویه دید به شخصیت ابی در فصل سوم خبر می‌دهد، بر اساس بازی‌ای که این فصل بر آن استوار است اتخاذ شد؛ نویسندگان معتقد بودند این همچنان بهترین راه برای روایت کامل این داستان است.

## داستان
پس از شکنجهٔ نورا، الی به تئاتر بازمی‌گردد. او به دینا می‌گوید که جوئل برای نجات او، فایرفلای‌ها را در سالت لیک سیتی — از جمله پدر ابی — قتل‌عام کرده است، که این اعتراف دینا را مضطرب می‌کند و باعث می‌شود بخواهد به خانه برگردند.
در سومین روز حضور الی در سیاتل، او به همراه جسی برای یافتن تامی راهی می‌شود. در این مسیر، میان آن‌ها دربارهٔ رفتارهای خودخواهانهٔ الی مشاجره درمی‌گیرد. جسی جلوی الی را می‌گیرد تا درگیری میان سربازان جبهه آزادی واشینگتن (WLF) و یک کودک سرافیتی را قطع نکند. جسی سپس متوجه می‌شود که دینا از او باردار است. او همچنین برای الی تعریف می‌کند که زمانی دل‌بستهٔ دختری از یک گروه عبوری شده بود که از او خواسته بود همراهش به مکزیک برود، اما به خاطر وفاداری به جامعه‌اش، تصمیم گرفت بماند.
الی و جسی در سطح شهر به جست‌وجو می‌پردازند. الی متوجه یک آکواریوم می‌شود و درمی‌یابد که ابی در آنجاست. جسی که از تصمیم الی خشمگین است، اعتراف می‌کند که هنگام تصمیم‌گیری دربارهٔ انتقام از مرگ جوئل، رأی مخالف داده تا از جامعه‌شان محافظت کند. او الی را متهم می‌کند که انگیزه‌هایش خودخواهانه است. جسی برای یافتن تامی راهی می‌شود، در حالی که الی به سوی آکواریوم می‌رود. در همین حین، آیزاک، رهبر جبهه آزادی واشینگتن (WLF)، گروه را برای حمله به جزیرهٔ سرافیت‌ها آماده می‌کند. او نگران ناپدید شدن گروه ابی است، زیرا می‌خواهد ابی پس از مرگش جانشین او شود.
در مسیر آکواریوم، موج بزرگی الی را به ساحل جزیره سرافیت‌ها می‌اندازد و توسط آن‌ها دستگیر می‌شود. اما پیش از آنکه بتوانند او را بکشند، جبهه آزادی واشینگتن (WLF) به جزیره حمله می‌کند و فرصتی برای فرار به الی می‌دهد. او به آکواریوم می‌رسد و در آنجا با دوستان ابی به نام‌های اووِن و مل، روبه‌رو می‌شود و از آن‌ها مکان ابی را می‌پرسد. زمانی که اووِن مخفیانه به دنبال اسلحه‌اش می‌رود، الی به او شلیک می‌کند و گلوله به گردن مل نیز برخورد می‌کند. مل که باردار است از الی می‌خواهد نوزادش را از طریق سزارین نجات دهد، اما الی از شدت شوک کاری نمی‌کند و مل می‌میرد. تامی و جسی سر می‌رسند و الی ناراحت را به تئاتر بازمی‌گردانند.
الی که تصمیم به بازگشت به خانه گرفته، از جسی بابت نجاتش تشکر می‌کند و میان آن دو تفاهمی شکل می‌گیرد. ناگهان صدای درگیری را می‌شنوند و با عجله به لابی می‌روند. جسی توسط ابی که برای گرفتن انتقام دوستانش به تئاتر آمده، هدف گلوله قرار گرفته و کشته می‌شود. ابی در حالی که اسلحه‌اش را به سمت تامی گرفته، الی را وادار به تسلیم می‌کند. الی با التماس از او می‌خواهد جان تامی را ببخشد و اعتراف می‌کند که خودش دوستان ابی را کشته و همان کسی است که جوئل برای نجاتش پدر ابی را به قتل رسانده بود. ابی با عصبانیت به او می‌گوید که فرصت زندگی دوباره را از دست داده و در همین لحظه صدای شلیک گلوله‌ای به گوش می‌رسد.
دو روز پیش از این رخدادها، ابی در پایگاه جبهه آزادی واشینگتن (WLF) در ورزشگاه ساندویو توسط مَنی از خواب بیدار می‌شود؛ جایی که هردوی آنها به دستور آیزاک احضار شده‌اند.